# آکریس
آکریس (انگلیسی: Akris) شرکت کالای لوکس سوئیسی است، که در سال ۱۹۲۲ تأسیس شد.